# Woiwodschaft Lublin (1919–1939)
Die Woiwodschaft Lublin (polnisch Województwo lubelskie) war eine Verwaltungseinheit der Zweiten Republik Polen von 1919 bis 1939.
Sie bestand wieder von 1944 bis 1975 und wurde 1999 in verändertem Zuschnitt neu errichtet.

## Geschichte
Das Gebiet der späteren Woiwodschaft Lublin bestand bis 1795 aus den Woiwodschaften Lublin (mit 10.230 km²), dem Chełmer Land der Woiwodschaft Ruthenien und einem kleineren Teil der Woiwodschaft Bełz. Das Gebiet kam 1793 und 1795 mit der Zweiten und Dritten Teilung Polens an das Russische Zarenreich. Die Woiwodschaft Lublin in Kongresspolen bestand von 1816 bis 1837. Das Gouvernement Lublin der Jahre 1837 bis 1918 hatte mit 16.832 km² einen ähnlichen Zuschnitt.
Nach dem Ersten Weltkrieg wurde die Woiwodschaft Lublin 1919 im wiederhergestellten Polen neu errichtet. Durch Umgliederungen wurden zum 1. April 1939 Teile des Gebiets im Westen an die Woiwodschaft Warschau abgetreten.
Nach dem Überfall auf Polen kam das Gebiet durch völkerrechtswidrige Annexion zum deutsch besetzten Generalgouvernement. Nach der Eroberung durch die Rote Armee im Juli 1944 wurde die Stadt Lublin Sitz des Polnischen Komitees der Nationalen Befreiung. Die Woiwodschaft Lublin wurde nach Kriegsende wiederhergestellt und der Zuschnitt der Woiwodschaft 1950 noch einmal verändert.
Bei einer weiteren Verwaltungsreform wurden 1975 die Powiate (Kreise) aufgelöst und die Woiwodschaft in vier kleine Woiwodschaften aufgeteilt. Die von 1975 bis 1998 bestehende Woiwodschaft Lublin hatte eine Fläche von nur 6792 km². Zum 1. Januar 1999 wurden die Powiate wiederhergestellt und die heute bestehende Woiwodschaft Lublin mit 25.122 km² gebildet. Sie ist damit etwas kleiner als die Woiwodschaft Lublin in den Grenzen von 1931.

## Bevölkerung und Sprachen
Nach der Volkszählung von 1921 hatte die Woiwodschaft 2.087.951 Einwohner. Von ihnen gehörten 0,52 Prozent (10.933) der deutschen Minderheit an, während drei Prozent (63.079) Ukrainer waren.
Verteilung nach Konfession:
- Römisch-katholisch: 77,6 %; 1.619.755
- Israelitisch: 13,8 %; 287.639
- Orthodox: 7,3 %; 152.589
- Evangelisch: 0,8 %; 17.065

## Liste der Powiate der Woiwodschaft
Bei Powiaten, die am 1. April 1939 von der Woiwodschaft abgetreten wurden, steht dies dabei. Die verlinkten polnischen Powiate sind die heutigen Gebietseinheiten gleichen Namens, deren Grenzen sich durch Gebietsreformen bis 1999 häufig verändert haben.

### Kreisfreie Stadt
Kreisfreie Städte sind Städte im Range eines Powiat (miasta na prawach powiatu). Angabe der Fläche und Einwohnerzahl, Stand: 1931
1. Lublin, 30 km² mit 112.300 Einwohnern – Lublin wurde 1920 und 1928 kreisfrei, bis 1920 und von Juli 1922 bis April 1928 war es in den Powiat Lubelski eingegliedert.

### Powiate
Angabe der Fläche und Einwohnerzahl, Stand: 1931
1. Powiat Bialski, 2122 km² mit 116.000 Einwohnern, Sitz: Biała Podlaska
2. Powiat Biłgorajski, 1720 km² mit 116.900 Einwohnern, Sitz: Biłgoraj
3. Powiat Chełmski, 1975 km² mit 162.300 Einwohnern, Sitz: Chełm
4. Powiat Garwoliński, 1720 km² mit 116.900 Einwohnern, Sitz: Garwolin – ab 1. April 1939 zur Woiwodschaft Warschau
5. Powiat Hrubieszowski, 1575 km² mit 130.000 Einwohnern, Sitz: Hrubieszów
6. Powiat Janowski, 1960 km² mit 152.700 Einwohnern, Sitz: Janów
7. Powiat Konstantynowski, 1272 km² mit 58.460 Einwohnern, Sitz: Janów Podlaski – am 1. April 1932 aufgeteilt
8. Powiat Krasnostawski, 1521 km² mit 134.200 Einwohnern, Sitz: Krasnystaw
9. Powiat Lubartowski, 1389 km² mit 108.000 Einwohnern, Sitz: Lubartów
10. Powiat Lubelski, 1889 km² mit 163.500 Einwohnern, Sitz: Lublin
11. Powiat Łukowski, 1762 km² mit 129.100 Einwohnern, Sitz: Łuków
12. Powiat Puławski, 1618 km² mit 156.500 Einwohnern, Sitz: Puławy
13. Powiat Radzyński, 1621 km² mit 99.100 Einwohnern, Sitz: Radzyń
14. Powiat Siedlecki, 1988 km² mit 151.400 Einwohnern, Sitz: Siedlce
15. Powiat Sokołowski, 1276 km² mit 83.900 Einwohnern, Sitz: Sokołów Podlaski – ab 1. April 1939 zur Woiwodschaft Warschau
16. Powiat Tomaszowski, 1397 km² mit 121.100 Einwohnern, Sitz: Tomaszów
17. Powiat Węgrowski, 1301 km² mit 88.800 Einwohnern, Sitz: Węgrów – ab 1. April 1939 zur Woiwodschaft Warschau
18. Powiat Włodawski, 2326 km² mit 113.600 Einwohnern, Sitz: Włodawa
19. Powiat Zamojski, 1662 km² mit 149.500 Einwohnern, Sitz: Zamość

### Veränderungen
Zum 1. April 1932 wurde der Powiat Konstantynowski aufgelöst und auf die Powiate Bialski und Siedlecki aufgeteilt.
Zum 1. April 1939 wurden an die Woiwodschaft Warschau die Powiate Garwoliński, Sokołowski und Węgrowski abgetreten. Die Gmina Irena (1954 aufgelöst) wurde vom Powiat Puławski in den Powiat Garwoliński eingegliedert und kam mit diesem zur Woiwodschaft Warschau.

## Größte Städte
Einwohnerzahl, Stand: 1931
- Lublin, 112.300
- Siedlce, 36.927
- Chełm, 29.222
- Zamość, 24.273
- Biała Podlaska, 17.549
- Łuków, 13.971
- Hrubieszów, 13.359
- Międzyrzec, 12.622 (1921, Powiat Radzyński)
- Krasnystaw, 10.435
- Tomaszów, 10.433

## Woiwoden
- Stanisław Moskalewski, 1919–1926
- Antoni Remiszewski, 1926–1930
- Bolesław Świdziński, 1930–1933
- Józef Rożniecki, 1933–1937
- Jerzy Albin de Tramecourt, 1937–1939.